# Elecciones estatales de Jalisco de 1988
Las Elecciones estatales de Jalisco se llevaron a cabo el domingo 4 de diciembre de 1988, simultaneamentes con las pasadas elecciones y en ellas fueron renovados los titulares de los siguientes cargos de elección popular del estado mexicano de Jalisco:
- Gobernador de Jalisco. Titular del Poder Ejecutivo del estado, electo para un periodo de seis años no reelegibles en ningún caso, el candidato electo fue Guillermo Cosío Vidaurri.
- 124 Ayuntamientos. Formados por un Presidente Municipal y regidores, electos para un periodo de tres años, no reelegibles de manera consecutiva.
- 40 Diputados al Congreso del Estado. 20 elegidos por mayoría relativa en cada uno de los Distritos Electorales y 20 electos por el principio de Representación proporcional mediante un sistema de listas.

Los presidentes municipales tomaron posesión de sus cargos el 1 de enero de 1989, mientras que el gobernador electo lo hizo el 1 de marzo del mismo año.

## Resultados electorales

### Gobernador
| Partido/Alianza | Partido/Alianza                                          | Candidato | Candidato                      | Votos   | Porcentaje |
| --------------- | -------------------------------------------------------- | --------- | ------------------------------ | ------- | ---------- |
|                 | Partido Acción Nacional                                  |           | Héctor Pérez Plazola           | 232 317 | 25.88      |
|                 | Partido Revolucionario Institucional                     |           | Guillermo Cosío Vidaurri Hecho | 518 480 | 57.77      |
|                 | Partido Auténtico de la Revolución Mexicana              |           | Rafael Sánchez Salazar         | 54 361  | 5.2        |
|                 | Partido Demócrata Mexicano                               |           | Alfonso Arriola Haro           | 18 125  | 1.7        |
|                 | Partido del Frente Cardenista de Reconstrucción Nacional |           | Jorge Amador Amador            | 54 361  | 5.2        |
|                 | Partido Mexicano Socialista                              |           | Jorge Amador Amador            | 8 498   | 0.8        |
|                 | Partido Popular Socialista                               |           | Jorge Amador Amador            | 54 361  | 5.2        |
| Nulos           | Nulos                                                    | Nulos     | Nulos                          | 0       | 0.0        |
| Total           | Total                                                    | Total     | Total                          | 897 344 | 100.00     |

Fuente: Instituto Electoral del Estado de Jalisco

### Ayuntamientos
| Partido/Alianza | Partido/Alianza                              | Municipios |
| --------------- | -------------------------------------------- | ---------- |
|                 | Partido Acción Nacional                      | 2          |
|                 | Partido Revolucionario Institucional         | 118        |
|                 | Partido Auténtico de la Revolución Mexicana  | 2          |
|                 | Coalición Cardenista Jalisciense (PPS-PFCRN) | 2          |
|                 | Partido Demócrata Mexicano                   | 1          |
|                 | Partido Revolucionario de los Trabajadores   | 1          |
|                 | Partido Mexicano Socialista                  | 1          |

Fuente: Instituto Electoral del Estado de Jalisco

#### Municipio de Guadalajara
- Gabriel Covarrubias Ibarra  Hecho

#### Municipio de Zapopan
- Carlos Rivera Aceves  Hecho

#### Municipio de Ciudad Guzmán
- León Elizondo Díaz  Hecho

#### Municipio de La Barca
- José Espinoza Anaya  Hecho